# Sparasion
Sparasion é um género de vespas pertencentes à família Platygastridae.
O género tem uma distribuição quase cosmopolita.

## Espécies
Espécies (lista incompleta):
- Sparasion aenescens Förster, 1856
- Sparasion aeneum Kieffer, 1906
- Sparasion albopilosellum Cameron, 1906